# 南诏镇古建筑群
南诏镇古建筑群位于云南省巍山县南诏镇，巍山古城东北隅。由东西向的三条轴线从北向南依次排列为玉皇阁、文华书院、萧公祠三个建筑群，形成了一个规模较大的古建筑群。2013年5月，以“南诏镇古建筑群”公布为全国重点文物保护单位。

## 建筑
玉皇阁始建于明代，清同治八年（1869年）毁于战乱，清光绪二十六年（1900年）重建。现存山门、前殿、中殿、正殿、两厢，构成一进三院布局。山门为牌楼式。正殿建于高台基上，面阔19.4米，进深15米，高15米，台基高2米，重檐歇山顶，抬梁式与穿斗式相结合木架构。玉皇阁各殿装修各不相同，建筑依地势和台基渐次升高，有意突出正殿。
文华书院位于玉皇阁与萧公祠之间，始建于清光绪元年（1875年）。书院在同治年间毁废的玉皇阁旧址上创建，基本按文庙建制布局，现存一进两院，由雁塔坊、魁星阁、藏书楼组成。魁星阁、藏书楼保存完好，建筑技艺精湛，是清代蒙化府三大书院之一。1982年划归巍宝初级中学（现文华中学）。
萧公祠最初为江西会馆，始建于明万历年间，清同治年间毁于战乱，清光绪二十四年（1898年）重建。平面布局为一进两院，以及花园、厢房等。现存中殿和大殿。

## 图片
- 文华书院魁星阁
- 玉皇阁正殿
- 文华书院大门
- 平面图平面图
- 国保牌